# Takate
Takate  (in arabo تكاط‎?) è un centro abitato e comune rurale del Marocco situato nella provincia di Essaouira, regione di Marrakech-Safi. Conta una popolazione di 10 968 abitanti (censimento 2014).